# Pijnacker-Nootdorp
Pijnacker-Nootdorp  este o comună în provincia Olanda de Sud, Țările de Jos. Comuna este numită după două localități ce fac parte din ea: Pijnacker și Nootdorp. Comuna este situată în estul aglomerației orașului Haga.

## Localități componente
Delfgauw, Nootdorp, Oude Leede, Pijnacker, Ypenburg